# Ricardo Rogério de Brito
Ricardo Rogério de Brito, conhecido como Alemão (Lavras, 22 de novembro de 1961) é um ex-futebolista brasileiro.
Seu apelido "Alemão" era devido seu cabelo loiro e recebido em sua passagem pelo Botafogo.

## Carreira

### Fabril
Alemão começou a jogar futebol em 1980 com Fabril.

### Botafogo
Em 1981, transferiu-se para o Botafogo do Rio de Janeiro. Em 1981-1982 disputando apenas o torneio estadual, o Campeonato Carioca, sem disputar o primeiro escalão nacional; em 1983 voltou ao Campeonato Brasileiro, aparecendo em 15 ocasiões; também marcou seu primeiro gol, contra o Sergipe.
Em 1985, ganhou da revista Placar a Bola de Prata como melhor volante do Campeonato Brasileiro daquele ano.
Em 1984 ele marcou 2 gols em sete jogos; em 1985 disputou 18 partidas, com 1 gol. Em 1986 somou 21 partidas e marcou 3 gols.

### Atlético de Madrid
Em 25 de março de 1987, Alemão foi contratado pelo Atlético de Madrid. Graças às suas boas atuações, foi premiado com o "Don Balón" de 1988 como melhor estrangeiro da Liga Espanhola de Futebol.
Apesar de ter jogado apenas uma temporada e meia (entre 1987 e 1988) no Rojiblanco, Alemão deixou amostras no Vicente Calderón de sua grande qualidade. O recém-chegado à presidência Jesús Gil não quis o jogador no time.
Encerrou sua passagem pelo Atlético  marcando 6 gols em 35 jogos, e conquistou o Troféu EFE como melhor jogador do Sulamericano e Jogador Estrangeiro do Ano da La Liga em 1988.

### Napoli
Alemão se mudou para o Napoli em 1988, contratado pelo presidente Corrado Ferlaino por 4,6 bilhões de liras, no qual atuou ao lado de Diego Maradona e Careca.
Com o time napolitano, após a primeira temporada marcada por uma lesão que limitou seu desempenho, conquistou a Copa da UEFA em 1989, marcando um gol na final de volta em Stuttgart, o Scudetto (campeonato 1989-1990) e a subsequente Supercopa da Itália (1990).
Em 8 de abril de 1990 foi protagonista de um episódio relevante para a conquista do campeonato: sua equipe estava de fato empatando por 0 a 0 no campo do Atalanta, quando foi atingido na cabeça por uma moeda de 100 liras lançada da arquibancada, resultando na vitória por 2 a 0 para os napolitanos, que haviam encerrado a partida empatados dentro de campo.
Em quatro anos pelo Napoli, o camisa 5 faria 93 jogos e nove gols pela Serie A.

### Atalanta
No verão de 1992, Alemão se transferiu para a Atalanta, treinada por Marcello Lippi, conquistando um novo papel para si; o de defesa-central ao lado de um muito jovem Paolo Montero, estreante no Campeonato Italiano. Naquele ano, a Atalanta foi arrastada pelos gols de Maurizio Ganz, terminando em oitavo lugar. Alemão fez 22 jogos naquele Campeonato.
No ano seguinte algo deu errado, e Alemão somou apenas 18 jogos e a Atalanta terminou o campeonato no penúltimo lugar, regressando assim à Série B.
Encerrou sua passagem pelo Nerazzurri marcando dois gols em 40 jogos em 1994.

### São Paulo
Alemão retornou ao futebol brasileiro em 1994 para jogar no São Paulo e com a nova camisa fez sua estreia no dia 28 de agosto de 1994 contra a Portuguesa, pelo Campeonato Brasileiro. 
Alemão jogou duas temporadas com São Paulo, para um total de 77 jogos (31 vitórias, 23 empates e 23 derrotas) e fez 2 gols.

### Volta Redonda
Alemão foi contratado pelo Volta Redonda em 1996.[carece de fontes?]
Após 21 jogos e um gol marcado, Alemão deixou o Voltaço e encerrou sua carreira como jogador profissional.[carece de fontes?]

## Seleção Brasileira
Alemão jogou 39 vezes pela Seleção Brasileira entre junho de 1983 e junho de 1990, marcando 6 gols, e representou o Brasil na Copa do Mundo de 1986 e na Copa do Mundo de 1990.
Alemão fez sua estreia na seleção em 17 de março de 1983, em amistoso contra a Suíça. Em 25 de abril de 1985, em sua segunda internacionalização, ele marcou contra a Colômbia, ajudando o Brasil a uma vitória por 2–1.

### Copa do Mundo de 1986
Na Copa do Mundo de 1986 no México, Alemão foi titular do Brasil e disputou todas as partidas. Ele jogou em uma formação 1-3-4-2 ao lado de Sócrates na meia direita. O Brasil chegou às quartas de final com quatro jogos sem sofrer golos, mas perdeu para a França nos pênaltis; Alemão converteu o pênalti para o Brasil.

### Copa América de 1989
Alemão disputou a Copa América de 1989, jogando as 5 partidas e conquistando o título continental ao final do torneio.

### Copa do Mundo de 1990
Na Copa do Mundo de 1990 na Itália, o Brasil teve escalação semelhante à 1986, com o Alemão jogando ao lado de Dunga na mesma posição. Aqui também Alemão foi titular em todos os jogos do Brasil. Ele jogou sua última partida pela Seleção Brasileira em 24 de junho de 1990, quando seu time foi derrotado pela Argentina nas oitavas de final da Copa do Mundo.
No lance que originou o gol de Caniggia que eliminou o Brasil, Alemão foi facilmente driblado por Maradona no meio-campo e acusado por Galvão Bueno de ter aliviado para o companheiro de clube. Galvão pediria desculpas em 2023.

## Treinador
Após trabalhar como procurador de jogadores profissionais, em 2007 ele estreou como técnico profissional do Tupynambás Futebol Clube de Juiz de Fora na segunda divisão do Campeonato Mineiro.
Em 2008, foi contratado pelo América Mineiro para disputa do módulo II do Campeonato Mineiro e conquistou o acesso para a primeira divisão.
Treinou o Nacional, do Amazonas, na disputa do Campeonato Amazonense e da Copa do Brasil de 2010.
Em 31 de outubro de 2011, assumiu o comando técnico do Central.

## Títulos
Napoli
- Copa da UEFA: 1989
- Supercopa Italiana: 1990
- Campeonato Italiano: 1990

São Paulo
- Copa dos Campeões Mundiais: 1995

Botafogo
- Torneio 23°Aniversário de Brasília: 1983
- Torneio de Berna: 1985

Seleção Brasileira
- Copa América: 1989

Como Treinador
América MG
- Campeonato Mineiro Módulo II de 2008